# Martin Roe
Martin Roe (* 1. April 1992 in Bergen) ist ein norwegischer Leichtathlet, der sich auf den Zehnkampf spezialisiert hat. Er war Inhaber des Nationalrekords in dieser Disziplin.

## Sportliche Laufbahn

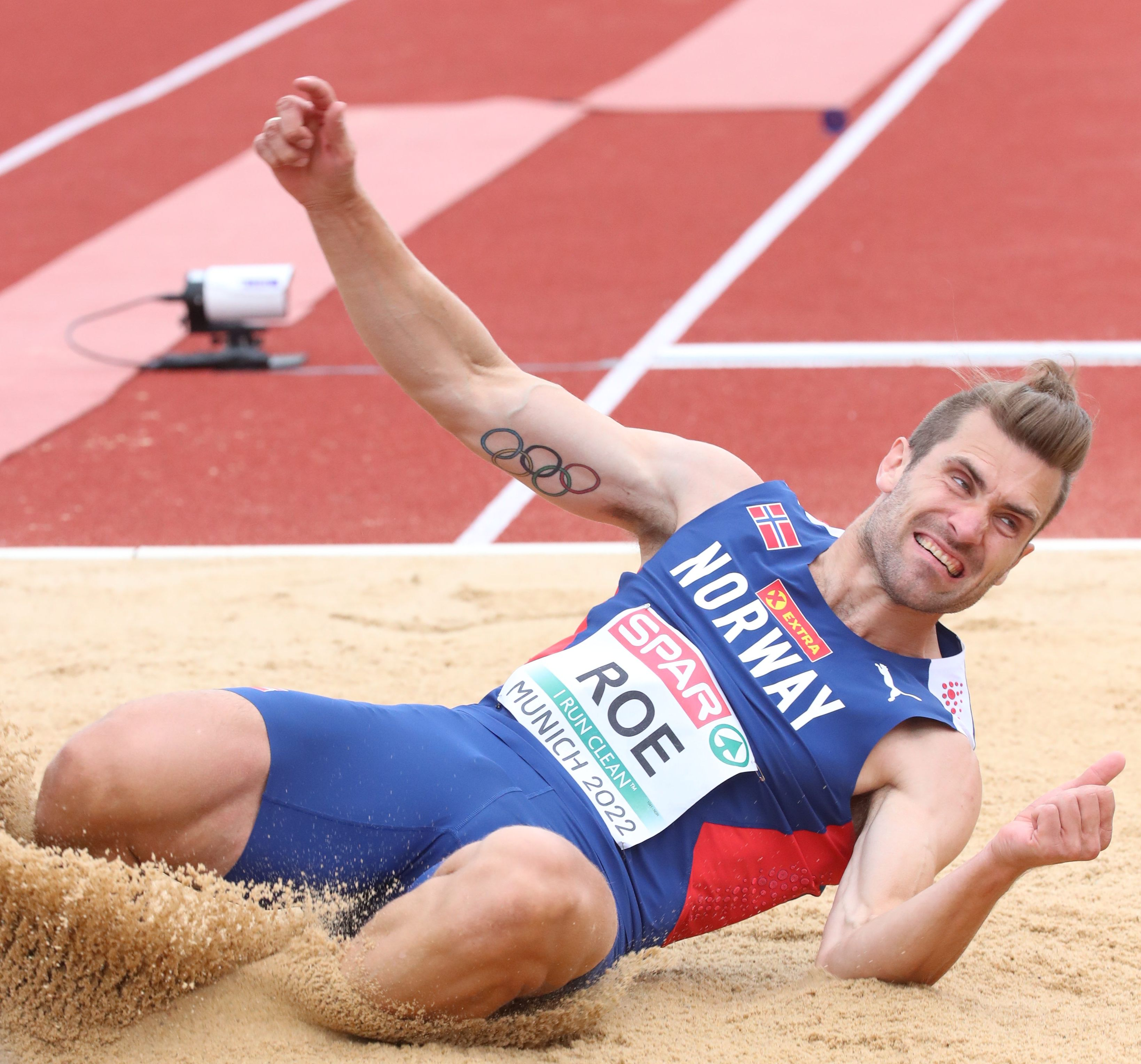
Roe bei den European Championships 2022 in München

Martin Roe sammelte 2009 erste internationale Wettkampferfahrung im Mehrkampf. Im Juli ging er im Achtkampf bei den U18-Weltmeisterschaften in Brixen an den Start und landete nach den beiden Wettkampftagen auf dem elften Platz. 2010 trat er dann im Zehnkampf bei den U20-Weltmeisterschaften im kanadischen Moncton an und erreichte mit einer Punktzahl von 7056 den 13. Platz. Auch 2011 trat er bei den U20-Europameisterschaften in Tallinn im Zehnkampf an. Dabei verbesserte er sich auf 7618 Punkte, womit er den siebten Platz belegte. Auf nationaler Ebene gewann er bei den U20-Meisterschaften, wie bereits ein Jahr zuvor, mehrere Medaillen in verschiedenen Disziplinen, darunter jeweils Bronze über 100 Meter und im Diskuswurf. 2012 gewann Roe zum ersten Mal bei Norwegischen Meistertitel im Zehnkampf. Einen Monat später belegte er beim internationalen Mehrkampfwettkampf in Sandnes den zweiten Platz. 2013 gewann er die Silbermedaille bei den nationalen Meisterschaften. Im Juli trat er in Tampere zum zweiten Mal bei den U23-Europameisterschaften an, konnte sich diesmal allerdings nicht steigern und wurde am Ende Zwölfter. In den nächsten Jahren konnte sich Roe vorerst nicht verbessern und verpasste damit auch die Qualifikation für internationale Meisterschaften.
2015 wurde Roe in der Halle und in der Freiluft jeweils Norwegischer Meister. Anfang Juli siegte er mit neuer Bestpunktzahl von 7875 bei den Mehrkampf-Team-Europameisterschaften in Inowrocław. Ende April 2016 erreichte er bei seinem ersten Wettkampf während der Freiluftsaison mit 7855 ein Ergebnis in der Nähe seiner Bestleistung. Damit konnte er im Juli zum ersten Mal bei den Europameisterschaften an den Start gehen. In Amsterdam absolvierte er den Wettkampf mit einer Punktzahl von 7795 und belegte damit den elften Platz. 2017 absolvierte Roe Anfang Juli zum ersten Mal einen Wettkampf mit mehr als 8000 Punkten und konnte mit einer Anzahl von 8144, wie schon 2015, wieder bei den Team-Europameisterschaften gewinnen. Damit war er auch zum ersten Mal für die Weltmeisterschaften qualifiziert, bei denen er im August in London an den Start ging. Dort zeigte er mit 8040 Punkten seinen zweitstärksten Wettkampf seiner Laufbahn und erreichte damit den zwölften Platz. 2018 stellte Roe Ende April im italienischen Firenze mit 8228 Punkten einen zwischenzeitlich neuen Nationalrekord Norwegens auf. Im August trat er in Berlin zum zweiten Mal bei den Europameisterschaften an. Mit 8131 Punkten belegte er schließlich den sechsten Platz.
Anfang März 2019 trat Roe zum ersten Mal bei den Halleneuropameisterschaften an. Mit 5951 Punkten stellte er auch im Siebenkampf einen neuen Nationalrekord für Norwegen auf und belegte damit den siebten Platz. Anfang Oktober nahm er in Doha zum zweiten Mal an den Weltmeisterschaften teil. In dem Wettkampf brachte er allerdings nur auf 6845 Punkte, womit er über Platz 18 nicht hinauskam. Nachdem er 2020 nur einen Wettkampf bestreiten konnte, nahm er 2021 wieder an internationalen Wettkämpfen teil. Er schaffte die erstmalige Qualifikation für die Olympischen Sommerspiele. In Tokio bestritt er Anfang August seinen dritten Zehnkampf der laufenden Saison, kam allerdings nicht an Vorleistungen heran und landete am Ende mit 7863 Punkten auf dem 19. Platz. 2022 belegte er bei den Europameisterschaften in München den 14. Platz.
Roe gewann im Laufe seiner Leichtathletikkarriere bislang acht nationale Meistertitel, viermal im Zehnkampf (2012, 2015, 2017, 2020), dreimal im Siebenkampf (2015–2016, 2018) und einmal im 110-Meter-Hürdenlauf (2017).

## Wichtige Wettbewerbe
| Jahr                 | Veranstaltung               | Ort                  | Platz                | Disziplin            | Punktzahl            |
| Startet für Norwegen | Startet für Norwegen        | Startet für Norwegen | Startet für Norwegen | Startet für Norwegen | Startet für Norwegen |
| -------------------- | --------------------------- | -------------------- | -------------------- | -------------------- | -------------------- |
| 2009                 | U18-Weltmeisterschaften     | Brixen               | 11.                  | Achtkampf            | 5750 Punkte          |
| 2010                 | U20-Weltmeisterschaften     | Moncton              | 13.                  | Zehnkampf            | 7056 Punkte          |
| 2011                 | U20-Europameisterschaften   | Tallinn              | 7.                   | Zehnkampf            | 7618 Punkte          |
| 2013                 | U23-Europameisterschaften   | Tampere              | 12.                  | Zehnkampf            | 7526 Punkte          |
| 2016                 | Europameisterschaften       | Amsterdam            | 11.                  | Zehnkampf            | 7795 Punkte          |
| 2017                 | Weltmeisterschaften         | London               | 12.                  | Zehnkampf            | 8040 Punkte          |
| 2018                 | Europameisterschaften       | Berlin               | 6.                   | Zehnkampf            | 8131 Punkte          |
| 2019                 | Halleneuropameisterschaften | Glasgow              | 7.                   | Siebenkampf          | 5951 Punkte          |
| 2019                 | Weltmeisterschaften         | Doha                 | 18.                  | Zehnkampf            | 6845 Punkte          |
| 2021                 | Olympische Sommerspiele     | Tokio                | 19.                  | Zehnkampf            | 7863 Punkte          |
| 2022                 | Europameisterschaften       | München              | 14.                  | Zehnkampf            | 7754 Punkte          |

## Persönliche Bestleistungen
Freiluft
- 100 Meter: 10,79 s, 2. Mai 2015, Kopenhagen
- Weitsprung: 7,61 m, 7. August 2018, Berlin
- Kugelstoßen: 15,56 m, 3. Mai 2015, Kopenhagen
- Hochsprung: 1,96 m, 17. Juni 2017, Kladno
- 400 m: 49,00 s, 4. Juli 2015, Inowrocław
- 110 m Hürden: 15,03 s, 9. Juni 2019, Arona
- Diskuswurf: 49,19 m, 2. Juli 2017, Monzón
- Stabhochsprung: 4,85 m, 25. April 2021, Lana
- Speerwurf: 66,72 m, 14. August 2011, Byrkjelo
- 1500 m: 4:31,96 min, 9. Juni 2019, Arona
- Zehnkampf: 8228 Punkte, 28. April 2018, Florenz

Halle
- 60 m: 6,92 s, 3, März 2018, Sandnes
- Weitsprung: 7,81 m, 3. März 2018, Sandnes
- Kugelstoßen: 15,71 m, 3. März 2018, Sandnes
- Hochsprung: 1,95 m, 28. Februar 2015, Bergen
- 60 m Hürden: 8,36 s, 3. März 2019, Glasgow
- Stabhochsprung: 4,91 m, 20. August 2019, Bergen
- 1000 m: 2:46,17 min, 3. März 2019, Glasgow
- Siebenkampf: 5951 Punkte, 4. März 2018, Sandnes